# Cork City F.C.
Cork City F.C. (irs. Cumann Peile Cathrach Chorcaí), ili kraće Cork City je profesionalni nogometni klub iz Irske. Osnovan je 1984. godine iako je i prije djelovao klub iz Corka, no pod raznim imenima. Tradicionalne boje kluba su zelena, bijela s crvenim detaljem, dok su gostujući dresovi crni. Nakon gradnje njihovog stadiona Turners Crossa postali su jedna od momčadi s najvećom podrškom navijača u Irskoj. Zadnjih godina su upali u financijsku krizu, pa im uz izbacivanje iz lige prijeti i stečaj.

## Vanjske poveznice
- Službene stranice